# Уряд Грузії
Уряд Грузії (груз. საქართველოს მთავრობა) — проросійський вищий орган виконавчої влади Грузії.

## Голова уряду
Главою уряду є прем'єр-міністр, який призначається парламентом за поданням президента. У випадках особливої важливості збори уряду проводить сам президент.
- Прем'єр-міністр — Іраклі Гарібашвілі (англ. Irakli Garibashvili).
- Перший віце-прем'єр-міністр — Давіт Залкаліані (англ. David Zalkaliani).
- Другий віце-прем'єр-міністр — Теа Цулукіані (англ. Tea Tsulukiani).

## Кабінет міністрів
Склад чинного уряду подано станом на 29 грудня 2016 року.
| Логотип | Міністерство                                                    | Міністр                                      | Фото | Час на посаді | Час на посаді | Партія | Партія | Вебсайт |
| ------- | --------------------------------------------------------------- | -------------------------------------------- | ---- | ------------- | ------------- | ------ | ------ | ------- |
|         | Міністерство виправних справ                                    | Кахі Кахішвілі (Kakhi Kakhishvili)           |      |               |               |        |        |         |
|         | Міністерство внутрішньопереміщених осіб                         | Созар Субарі (Sozar Subari)                  |      |               |               |        |        |         |
|         | Міністерство внутрішніх справ                                   | Гіоргі Мгебрішвілі (Giorgi Mgebrishvili)     |      |               |               |        |        |         |
|         | Міністерство екології                                           | Гігла Агулашвілі (Gigla Agulashvili)         |      |               |               |        |        |         |
|         | Міністерство економіки                                          | Гіоргі Гахаріа (Giorgi Gakharia)             |      |               |               |        |        |         |
|         | Міністерство енергетики                                         | Кахабер Каладзе (Kakhaber «Kakha» Kaladze)   |      |               |               |        |        |         |
|         | Міністерство європейської та євро-атлантичної інтеграції        | Віктор Долідзе (Viktor Dolidze)              |      |               |               |        |        |         |
|         | Міністерство закордонних справ                                  | Міхеїл Джанелідзе (Mikheil Janelidze)        |      |               |               |        |        |         |
|         | Міністерство культури і захисту пам'яток                        | Міхеїл Гіоргадзе (Mikheil Giorgadze)         |      |               |               |        |        |         |
|         | Міністерство молоді та спорту                                   | Таріель Хечикашвілі (Tariel Khechikashvili)  |      |               |               |        |        |         |
|         | Міністерство науки і освіти                                     | Александре Джеджелава (Aleksandre Jejelava)  |      |               |               |        |        |         |
|         | Міністерство оборони                                            | Леван Іжорія (Levan Izoria)                  |      |               |               |        |        |         |
|         | Міністерство праці, охорони здоров'я і соціального забезпечення | Давіт Сергеєнко (Davit Sergeenko)            |      |               |               |        |        |         |
|         | Міністерство примирення та громадянської рівності               | Кетаван Ціхелашвілі (Ketevan Tsikhelashvili) |      |               |               |        |        |         |
|         | Міністерство регіонального розвитку та інфраструктури           | Зураб Алавідзе (Zurab Alavidze)              |      |               |               |        |        |         |
|         | Міністерство сільського господарства                            | Леван Давіташвілі (Levan Davitashvili)       |      |               |               |        |        |         |
|         | Міністерство фінансів                                           | Гіоргі Кумсішвілі (Giorgi Kumsishvili)       |      |               |               |        |        |         |
|         | Міністерство юстиції                                            | Теа Цулукіана (Tea Tsulukiani)               |      |               |               |        |        |         |
|         | Директор Державної служби безпеки Грузії                        | Вахтанг Гомелаурі (Vakhtang Gomelauri)       |      |               |               |        |        |         |
|         | Секретар Ради безпеки                                           | Давіт Раквіашвілі (Davit Rakviashvili)       |      |               |               |        |        |         |

## Історія
До 24 січня 2008 року до уряду входили чотири державні міністра і тринадцять міністрів. Після переобрання президента Саакашвілі була проведена реформа, за якою кількість державних міністрів зменшилася до трьох. У Грузії посада державного міністра має більшу важливість, ніж посада звичайного міністра.

### Уряд Зураба Жванії (2004—2005)
Уряд Зураба Жванії діяв з 17 лютого 2004 року по 3 лютого 2005 року. У Кабінет міністрів увійшли прем'єр-міністр, 15 міністрів і 4 державних міністра. У новому складі уряду четверо жінок. Одна частина міністрів, які були призначені тимчасовим урядом після листопадової революції, зберегла посади в новому уряді. Президент Саакашвілі назвав новий уряд Грузії «наймолодшим, найпрофесійнішим та найпрогресивнішим урядом у Східній Європі».